# Labljane (Peć)
Pour l’article homonyme, voir Labljane (Novo Brdo).
Llabjan en albanais et Labljane en serbe latin (en serbe cyrillique : Лабљане) est une localité du Kosovo située dans la commune/municipalité de Pejë/Peć et dans le district de Pejë/Peć. Selon le recensement kosovar de 2011, elle compte 633 habitants.

## Démographie

### Évolution historique de la population dans la localité
| 1948 | 1953 | 1961 | 1971 | 1981 | 1991 | 2011 |
| ---- | ---- | ---- | ---- | ---- | ---- | ---- |
| 271  | 318  | 425  | 530  | 676  | 716  | 633  |

|  |

### Répartition de la population par nationalités (2011)
En 2011, les Albanais représentaient 94,79 % de la population et les Bosniaques 4,74 %.